# Kaviar

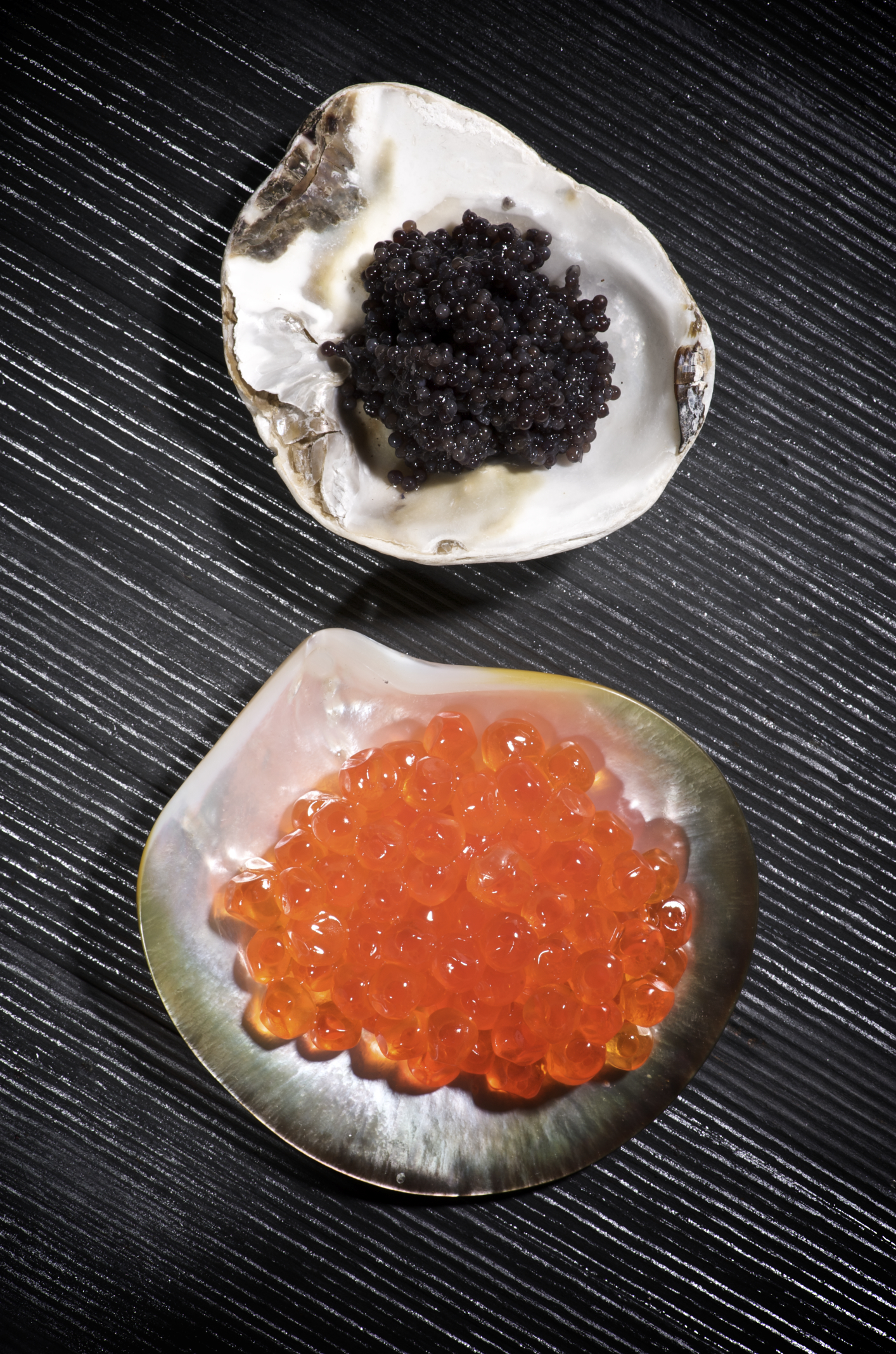
Schwarzer Beluga-Kaviar und orangefarbener Lachskaviar

Kaviar (auch: persisch خاویار Xāviār) ist gereinigter und gesalzener Rogen (Eier, auch: Korn/Perle) von verschiedenen Stör-Arten, die hauptsächlich im Schwarzen Meer, Asowschen Meer, Nordpolarmeer und Kaspischen Meer gefangen wurden. Die häufigsten Arten sind der Sterlet (Acipenser ruthenus), als die kleinste Art, der sibirische Stör (Acipenser baerii), der russische Stör (Acipenser gueldenstaedtii) und der Beluga (Huso huso), die größte Störart. Kaviar wird gelegentlich „Schwarzes Gold“ genannt.
Der hohe Preis des Produktes und die anhaltende Nachfrage haben einen Großteil der Störarten mittlerweile an den Rand der Ausrottung gebracht, da illegale  Wildfänge und illegaler Handel nur schwer kontrollierbar sind.

## Definition von Kaviar
Gemäß dem Codex Alimentarius der FAO ist nur Kaviar der Familie der Störartigen, Acipenseridae, "echter Kaviar". Der gesalzene Rogen anderer Fischarten wie vom Seehasen wird als Deutscher Kaviar bezeichnet. Isländischer Kaviar wird aus dem Rogen vom Capelin hergestellt. Diese Produkte werden im Fachhandel als Kaviarsubstitute bezeichnet.
Nach der Zubereitung unterscheidet man Malossol (mild gesalzen) und Fasskaviar (Salzkaviar, stark mit Salz gemischt). Der teuerste Kaviar ist der Beluga-Kaviar. Aufgrund von Handelsverboten von Wildkaviar und der Überfischung wird Zuchtkaviar immer bedeutsamer. Nach intensiver Forschungs- und Entwicklungsarbeit ist der Kaviar aus der Aquakultur dem Wildkaviar gleichzusetzen. Neben China und Saudi-Arabien ist Israel ein bedeutsamer Exporteur.

## Gewinnung von Kaviar
Kaviar wird in der Regel durch Schlachtung der Störe gewonnen, da nur unreife Eier stabil genug sind, um die gründliche Reinigung von Gonadengewebe und die Salzung zu überstehen. Nach einem Patent des Alfred-Wegener-Institutes für Polar- und Meeresforschung (AWI) wird seit 2014  Kaviar aus abgestreiften Eiern hergestellt, ohne dass die Störe getötet werden.
Den hochwertigsten Kaviar erhält man jedoch bislang noch immer nur durch die Tötung der Fische, wenn die Eier zum Zeitpunkt der Entnahme noch unreif sind und von Blutgefäßen versorgt werden.
Inzwischen vergibt das AWI weltweit Lizenzen zu dem nachhaltigen Verfahren der Eistabilisierung, um die Produktion von hochwertigem Kaviar aus abgestreiften Eiern vom lebenden Stör zu ermöglichen. Die FAO/WHO hat das Verfahren, Störeier ohne Tötung zu gewinnen und zu Kaviar zu verarbeiten, in den Code of Practice für Kaviar 2016 aufgenommen.

## Unterteilung des Kaviars

### Kaviarsorten

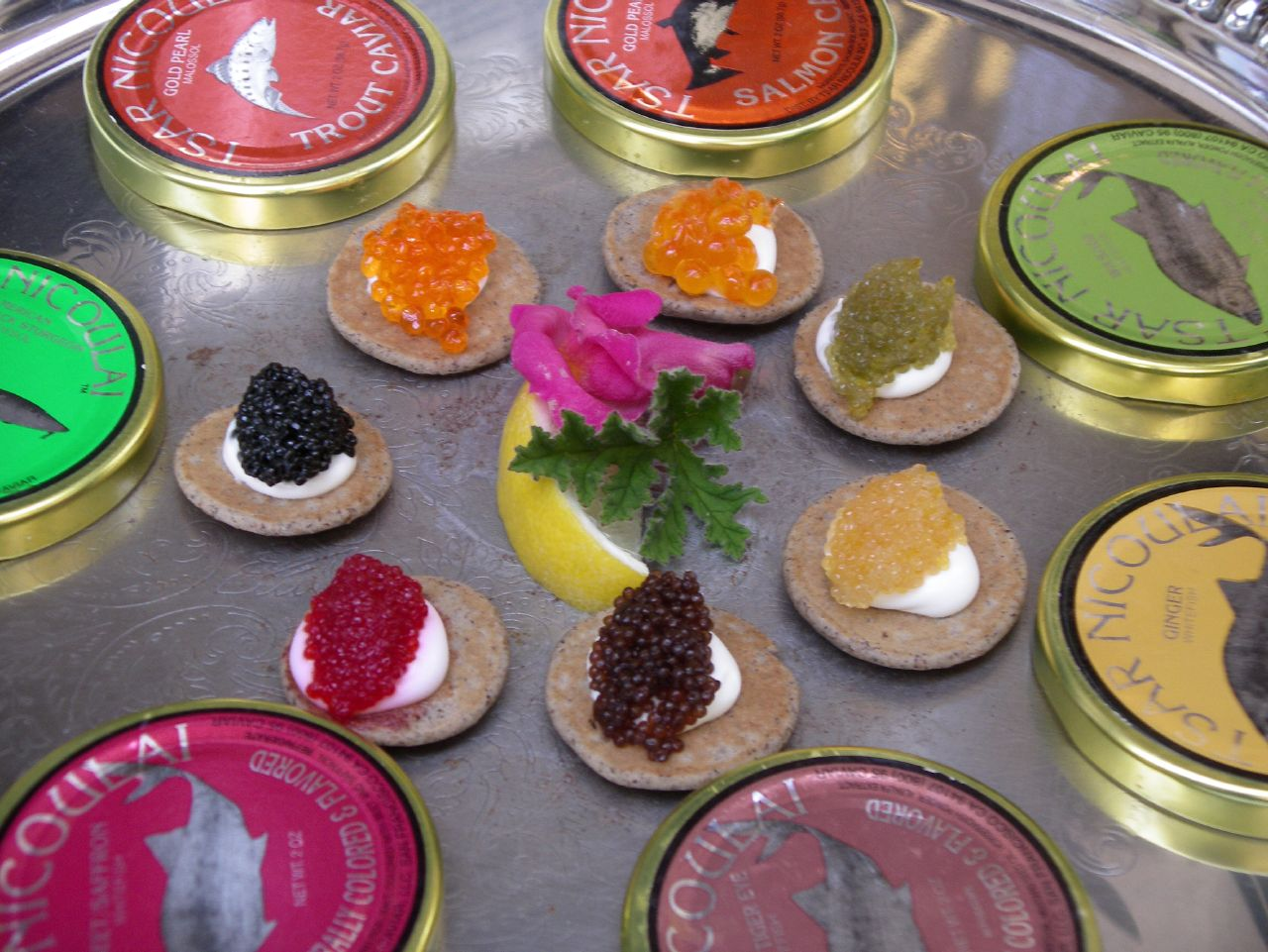
Verschiedene Kaviarsorten

Es gibt vier Sorten des Störkaviars, benannt nach der Störart, von der sie stammen:

#### Beluga
Beluga stammt vom Europäischen Hausen (Huso huso), der auch Belugastör genannt wird. Er gilt als die feinste und teuerste Kaviarsorte. Außerdem ist er mit 3,5 mm Durchmesser der größte. Die Eier sind hellgrau bis anthrazitfarben und mit einer sehr dünnen Haut versehen (meistens blaue Deckelfarbe; sehr mild). Beim Anheben mit einem Stäbchen oder kleinen Löffel entsteht ein leises, schmatzendes oder knisterndes Geräusch; der Kaviar „singt“.

#### Ossietra

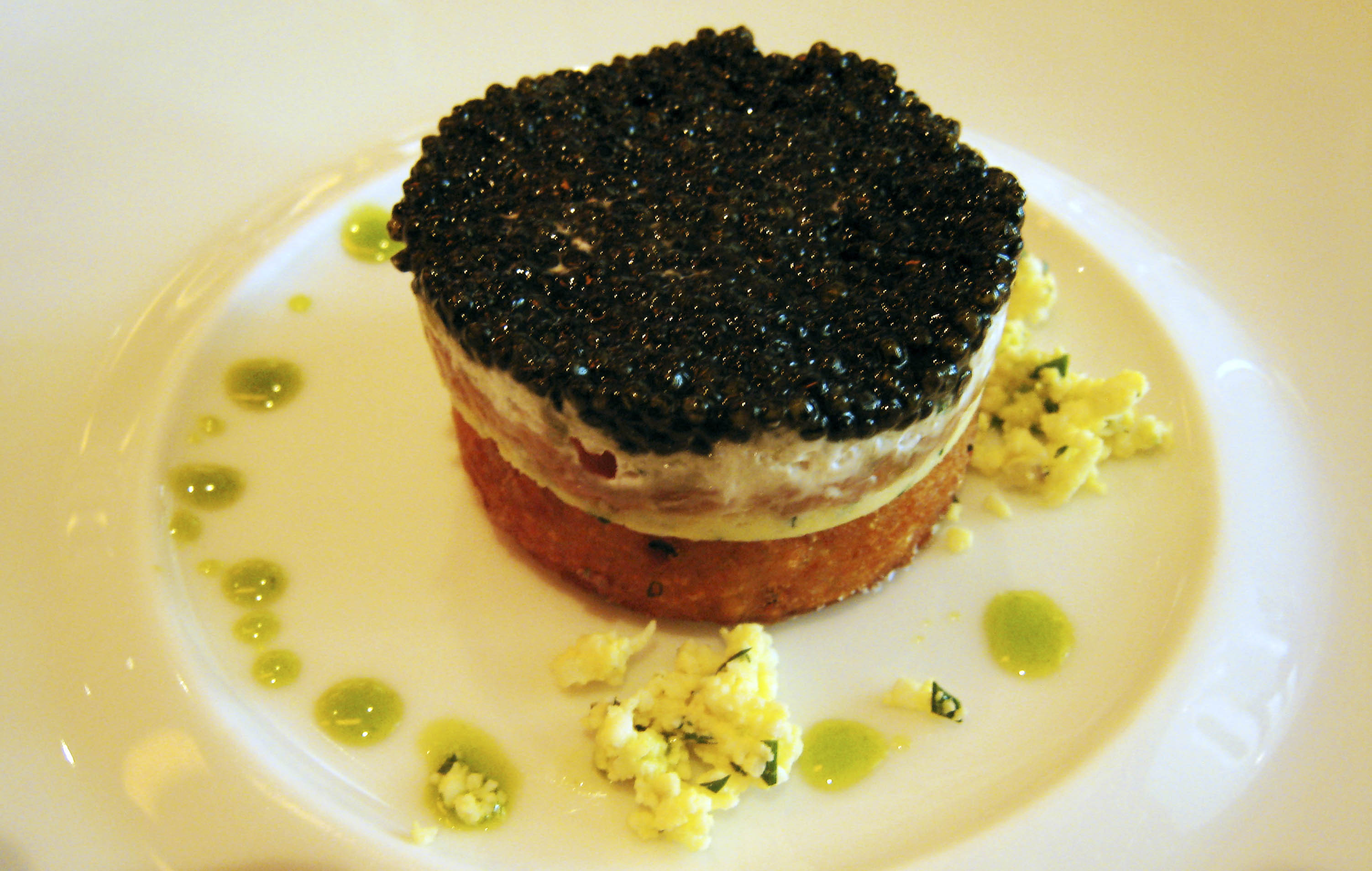
Ossietrakaviar

Ossietra (auch Osietra, Ossetra oder Ossiotr) hat einen Durchmesser von 2 mm und wird vom Ossietra-Stör (Acipenser gueldenstaedtii, Russischer Stör) entnommen. Er ist verglichen mit dem Beluga-Kaviar hartschaliger und unempfindlicher. Das Korn ist silbergrau bis schwarz und hat meist einen goldenen Schimmer (Deckelfarbe meist gelb; nussartiges Aroma). Viele Individuen in der Wolga, die äußerlich als Acipenser gueldenstaedtii klassifiziert wurden, wurden genetisch als Acipenser baerii auf der Basis der Sequenzanalyse des mitochondrialen Cytochrome-b Gens identifiziert.

#### Sibirischer Stör
Am häufigsten wird in Westeuropa der Sibirische Stör, Acipenser baerii gezüchtet. Der sibirische Stör bietet einen dunkleren Rogen von anthrazit bis schwarz und ein würziges Aroma, der auch Sibirian oder Imperial baeri genannt wird. Seine Körngröße ist je nach Alter des Störes von 2,2–2,5 mm im Durchschnitt bei Schlachtung. Bei mehrfacher Ernte und Abstreifung der vollreifen, absolut sauberen Eier können sie einen Durchmesser von 3,0–3,2 mm erreichen. Deckelfarbe meist grün.

#### Sevruga
Sevruga sind die Eier des Sevruga-Stör (Acipenser stellatus, Sternhausen) und haben eine sehr dünne Schale und einen Durchmesser von 2 mm. Die Eier kommen in allen Grautönen vor (rote oder orange Deckelfarbe; kräftig würzig).

#### Weißer Kaviar
Störe mit einer Pigmentstörung („Albinos“) werden gezüchtet und liefern einen gelblich-weißen Kaviar. Dieser Kaviar gilt als das teuerste Lebensmittel der Welt. Es werden jährlich nur rund 12 kg hergestellt. Eine der wenigen Produktionsstätten liegt bei Salzburg.

#### Beluga Hybrid (A.Schrencki x Huso Dauricus)
Durch die Zucht der Störe ergeben sich neue Möglichkeiten, Störe miteinander zu kreuzen und somit die diversen Vorzüge der einzelnen Störe zu kombinieren. So hat man speziell den sogenannten „Amur-Stör“ (Acipenser Schrencki) sehr erfolgreich mit einer Abart des Beluga-Störs (Huso Dauricus) gekreuzt und erhält somit einen Fisch, dessen Rogen die Milde des Belugakaviars mit den geschmacklichen Eigenschaften des Amur-Störs kombiniert. Außerdem werden die Weibchen etwas früher geschlechtsreif. Dieser Kaviar wird auch unter der Bezeichnung " Amur Beluga Caviar" vermarktet. Dabei ist zu beachten, dass derartige „Hybride“ selbstverständlich auch mit anderen Kreuzungen möglich sind.

### Kaviar-Selektion
Neben den klassischen Sorten werden die Kaviarsorten von den Großhändlern selektiert:
- Royal-Black-Kaviar wird der selektierte Kaviar von jungen Ossietra (18–20 Jahre) bezeichnet, der tiefschwarz ist und ein ca. 1,5 mm großes Korn aufweist.
- Imperial-Kaviar ist die Bezeichnung des hellen, goldbraun schimmernden Ossietra-Kaviars (30–40 Jahre) mit einer Korngröße von 2–2,5 mm.
- Baeri (Imperial Baeri, Sibirian Ossietra) ist der anthrazit bis schwarze Ossietra-Kaviar vom sibirischen Stör, der je nach Alter des Störes von 2,2–2,5 mm im Durchschnitt bei Schlachtung aus Aquakulturen in Deutschland und Frankreich ist. Bei mehrfacher Ernte und Abstreifung der vollreifen Eier nach dem Vivace-Verfahren aus Deutschland können sie einen Durchmesser von 3,4–3,9 mm erreichen.
- Almas-Kaviar ist sehr hell gefärbt und stammt von besonders alten Beluga-Stören (60–80 Jahre). Mittlerweile ist Almas sehr selten und dementsprechend hochpreisig. Das Korn des Almas-Kaviars hat eine Größe von ca. 3,5 mm.[8]

Diese Selektion des Kaviars wurde in den 80er Jahren von bekannten Kaviarhändlern eingeführt und hatte sich zunächst vor allem in Europa als Kriterium in der Bewertung von Kaviar durchgesetzt. Allerdings setzen moderne Verfahren der Kaviarherstellung neue Maßstäbe und die Terminologie zur Bestimmung der Kaviarqualität wird erneut in den Gremien der FAO für den Codex Alimentarius diskutiert, u. a. um eine globale Vereinheitlichung der Kriterien zu erreichen.

### Sonstige Bezeichnungen
- Presskaviar, Pajusnaja ist eine alte russische Spezialität, die nahezu in Vergessenheit geraten ist. Der Kaviar wird homogenisiert (verliert also seine Körnigkeit) und langsam in einem komplexen Trocknungsprozess verdichtet. Cremig oder in festerer Form kann er in der gehobenen Gastronomie in Petit Fours, „Caviar Lolly“, „Caviar Shot“ oder als „Trüffel-Kaviar“ geschabt eingesetzt werden.

- Zucht-Kaviar bezeichnet den Rogen von Stören aus Aquakultur. Die dafür bevorzugten Störarten sind nach wie vor Sibirischer Stör (Acipenser baerii), aber auch Russischer Stör (Acipenser guldenstaedtii), Weißer Stör (Acipenser transmontanus), Adria-Stör (Acipenser naccarii) und Sterlet (Acipenser ruthenus), Amurstör (Acipenser schrenkii) und einige Kreuzungen.

- Malossol-Kaviar bezeichnet schwach gesalzenen Kaviar (Salzgehalt unter 4 %).
- Fasskaviar (bzw. Salzkaviar) bezeichnet Kaviar mit etwa 10–15 % Kochsalz, dieser wird fälschlicherweise oft auch als Presskaviar bezeichnet.[9]

## „Kaviar“ anderer Fischarten

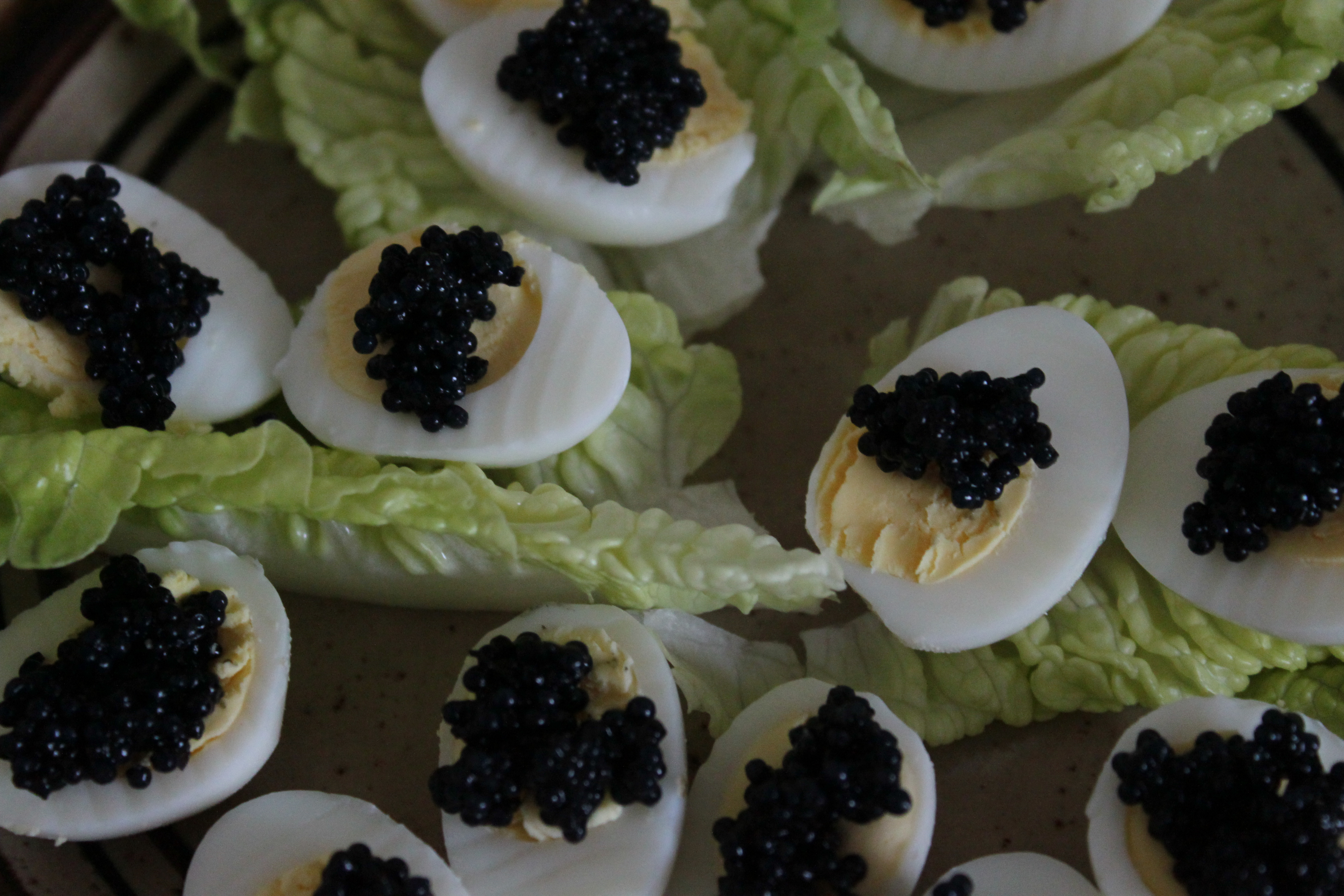
„Deutscher Kaviar“ auf Wachteleiern

Als günstiger Ersatz für den echten Kaviar sind Rogen verschiedener Fische im Handel erhältlich. Dabei haben sich hauptsächlich zwei Begriffe etabliert:

### Deutscher Kaviar
Als Deutscher Kaviar wird überwiegend Seehasenrogen angeboten. Er ist recht salzig, die Eier sind bis zu zwei Millimeter groß, und er kommt geschwärzt in den Handel. Andere, weniger gängige Varianten sind Rogen von Dorsch oder Hering und Kabeljau. Der Rogen von Dorsch und Hering ist besonders ungleichmäßig körnig. Generell wird dieser Kaviarersatz in der Regel schwarz eingefärbt. Er dient als preiswerter Ersatz zum echten Kaviar.

### Lachskaviar

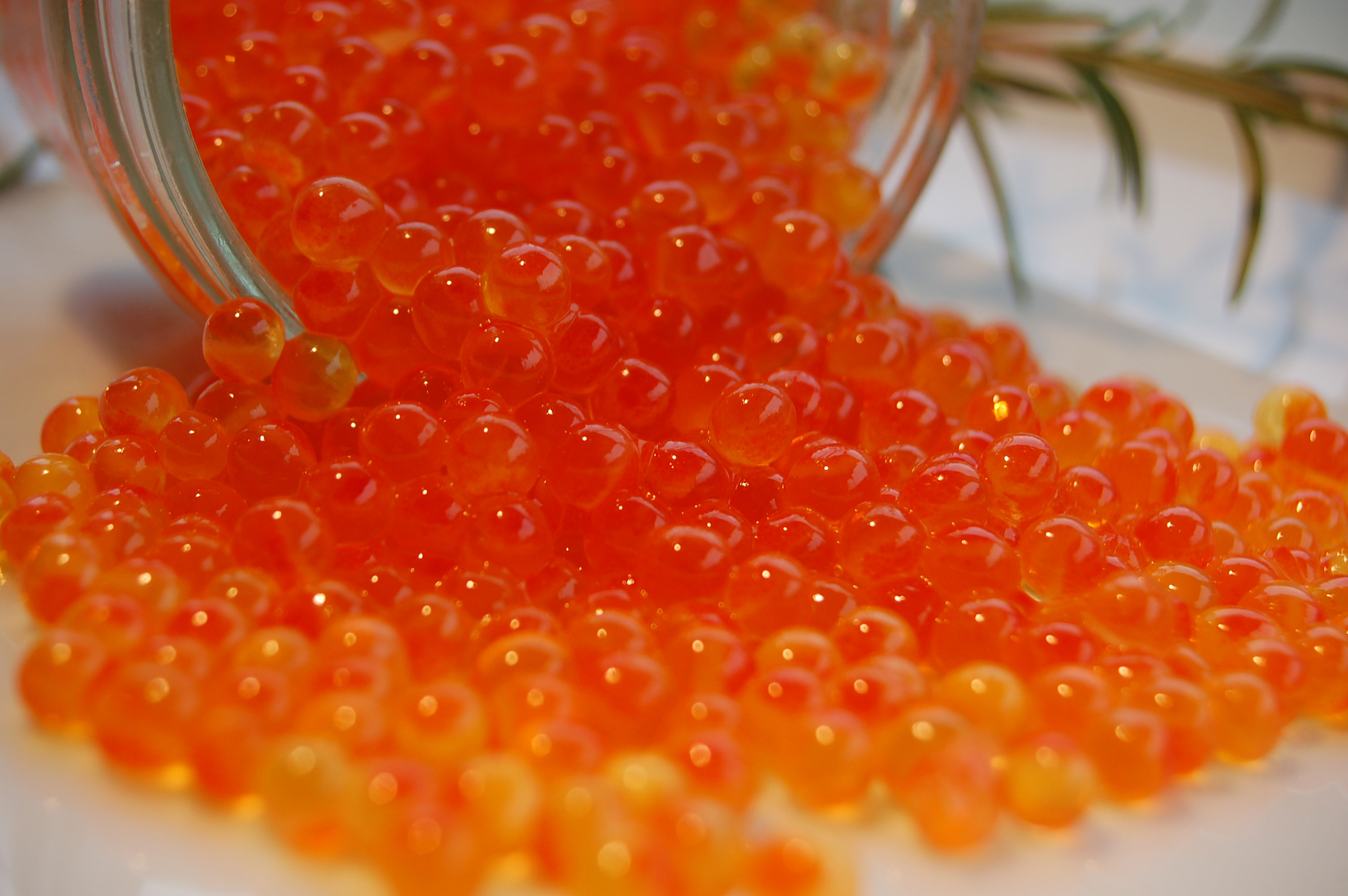
Lachsrogen

Lachskaviar unterscheidet sich stark vom echten Kaviar, da die Eier eine natürliche rötliche Färbung aufweisen und wesentlich größer sind (bis zu fünf Millimeter). Dasselbe gilt für die ebenfalls orangeroten, jedoch im Vergleich zum Lachskaviar etwas kleineren Eier des Forellenkaviars und des Saiblingskaviars. Besonders der Rogen des Hundslachs wird als hochwertiger Lachskaviar gehandelt. Lachs- und Forellenkaviar sind in der Regel teurer als Deutscher Kaviar.

### Masago oder Isländischer Kaviar
Hierbei handelt es sich um Rogen des Kapelan, englisch Capelin, deshalb ist er auch oft im Handel als Capelinrogen zu finden (geschwärzt). Seine sehr kleinen Eier mit einem Durchmesser von weniger als 0,5 Millimeter werden in der natürlichen orangeroten Farbe in der japanischen Sushi-Küche verwendet.

## Zubereitung und Verzehr

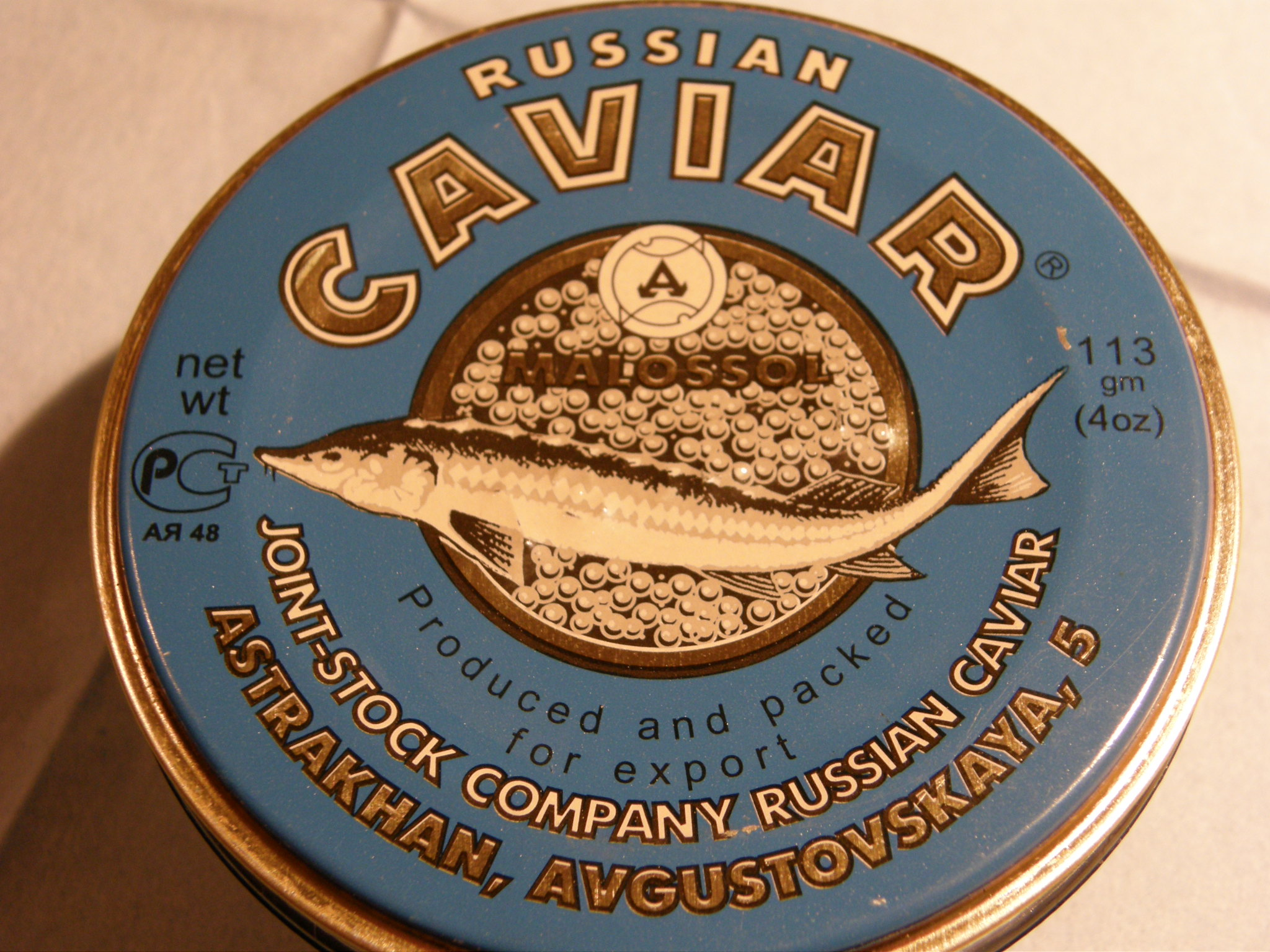
Dose mit 113 g russischem Kaviar

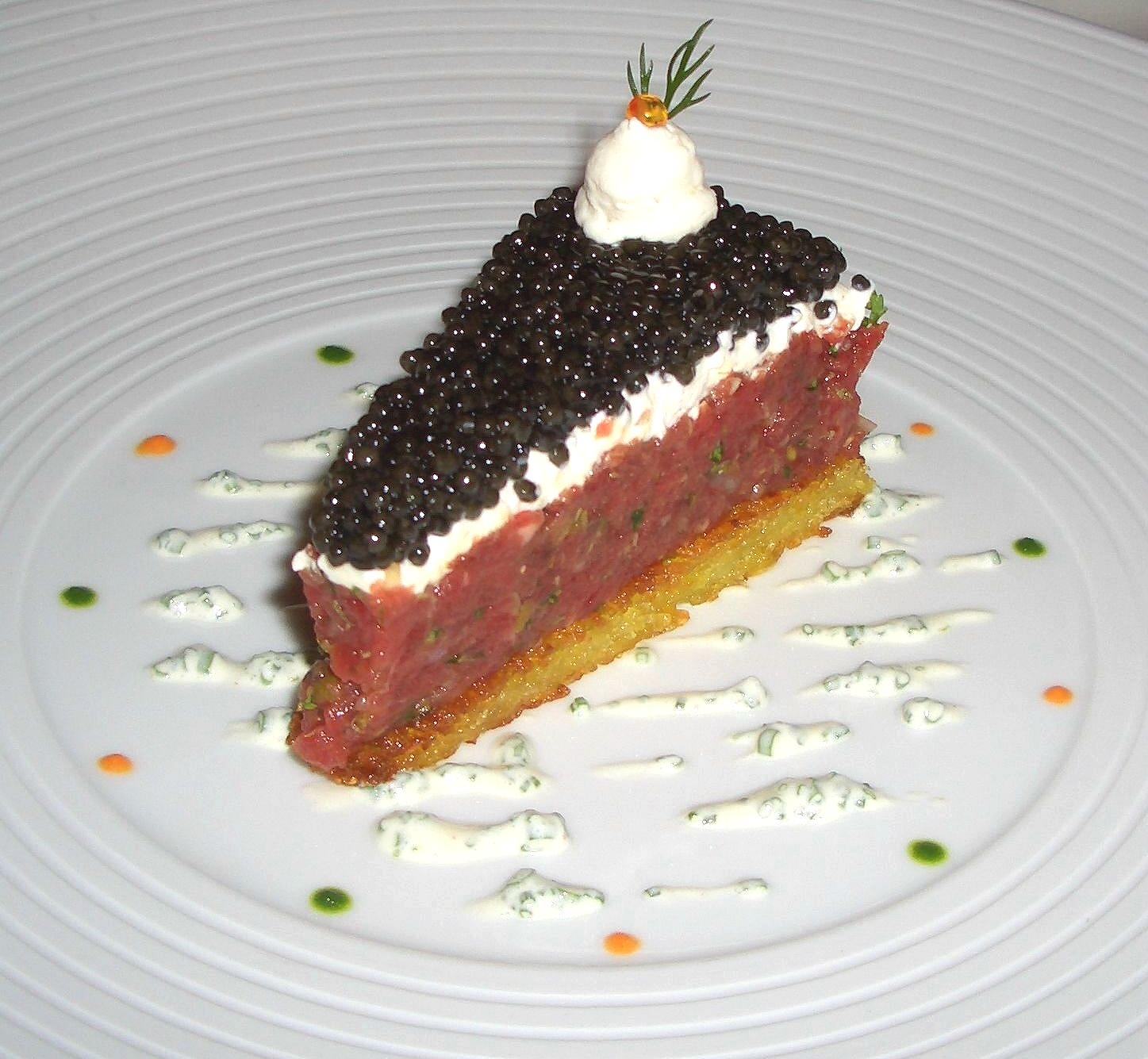
Der Klassiker von Helmut Thieltges im Hotel Sonnora: Torte vom Rinderfilet-Tatar mit Imperial Kaviar

Ist die Oberfläche des Kaviars nach Öffnen der Dose glatt und glänzend, so nennt man dies sauberer Spiegel. Bleiben jedoch einzelne Eier am Deckel der Dose kleben, so ist dies ein Beweis dafür, dass Luft in die Dose eingedrungen oder darin geblieben ist. Der Rogen ist dann nicht von guter Qualität oder gar verdorben.
Die traditionelle Verpackungsform ist die luftdichte, innen beschichtete Stülpdeckel-Dose für den nur gesalzenen, aber nicht erhitzten Kaviar. Pasteurisierter Kaviar (durch kurzes Erhitzen auf 60 °C) wird in Schraubgläsern und Ring-Pull-Dosen geliefert und ist ungeöffnet über ein Jahr haltbar. Dagegen ist Malossol-Kaviar gesalzen nur ca. 3 Monate haltbar, wenn er durch Schlachtung der Störe gewonnen wurde. Bei einer Gewinnung von lebenden Stören hingegen hält er sich 6–8 Monate.
Da das Umweltbewusstsein auch im Luxussegment Kaviar immer mehr zunimmt, tendieren die Produzenten zu umweltfreundlichen Verpackungen wie z. B. Glas. Dass der Gourmet aus Glas nur pasteurisierten Kaviar erhält, trifft heute deshalb nicht mehr zu. Neben unangenehmen Geschmacksstoffen neigen Metalldosen (Weißblech) dazu zu rosten, ein klarer Reklamationsgrund für den Kunden. Außer Glas sind Aluminiumverpackungen (Ringpull) und Plastikdosen produktfreundlicher, allerdings wiederum in der Herstellung mit hohem Energieverbrauch und Müllproduktion verbunden und dem hochwertigen Produkt nicht unbedingt angemessen.
Kaviar sollte nicht mit Metall- oder gar Silberlöffeln gegessen werden, da diese den Geschmack negativ beeinflussen, sondern mit Kunststoff- oder Perlmuttlöffeln. Champagner und trockener Weißwein, z. B. Chablis, werden als Begleiter zum Kaviar empfohlen, da sie dessen geschmackliche Eigenheiten unterstreichen. Außerdem wird Wodka dazu getrunken. Verbreitet ist auch die Benutzung von Gebäck (z. B. Cracker) als Löffel. Eine andere Variante ist der Verzehr mit ein wenig Zitronensaft und leicht gepfeffert. In manchen Restaurants wird Kaviar mit Crème fraîche, Zwiebeln und schwarzem Pfeffer auf einem noch warmen Blin serviert.

### Lagerung und Haltbarkeit
Die Haltbarkeit von Kaviar hängt stark von der richtigen Lagerung ab. Ungeöffnet ist Kaviar bei durchgängiger Kühlung zwischen 0 und 4 °C mehrere Monate haltbar. Nach dem Öffnen der Verpackung verkürzt sich die Haltbarkeit auf wenige Tage. Um die Frische zu erhalten, sollte der geöffnete Kaviar in einem luftdichten Behälter aufbewahrt und innerhalb von 2–3 Tagen verzehrt werden. Glas- oder Kunststoffbehälter sind dabei den traditionellen Metalldosen vorzuziehen, da diese mit der Zeit geschmacklich mit dem empfindlichen Kaviar reagieren können.
Zur Sicherstellung der optimalen Lagerbedingungen empfiehlt es sich, den Kaviar im Kühlschrank möglichst weit hinten und unten zu platzieren, wo die Temperaturen stabiler und niedriger sind.
| Lagerbedingung       | Offener Kaviar  | Ungeöffneter Kaviar                      |
| -------------------- | --------------- | ---------------------------------------- |
| Kühlschrank (0–4 °C) | 24–48 Stunden   | 4–6 Monate                               |
| Tiefkühler (−18 °C)  | nicht empfohlen | bis zu 1 Jahr (Qualitätsverlust möglich) |

Es ist wichtig, stets auf Anzeichen von Verderb wie starken Geruch oder Farbveränderungen zu achten, um Gesundheitsrisiken zu vermeiden.

### Inhaltsstoffe
Kaviar enthält je 100 Gramm rund 4 g Kohlenhydrate, 17,9 g Fett und 24,6 g Eiweiß. Der Energiegehalt beträgt 1105 kJ (264 kcal). Kaviar ist reich an Vitaminen. Er enthält, vergleichbar zu anderen Fischarten, hohe Mengen an Vitamin D und Vitamin B12 sowie weiterhin auch Vitamin A und einige andere B-Vitamine.

## Ökologie, Nachhaltigkeit und  Etikettenschwindel

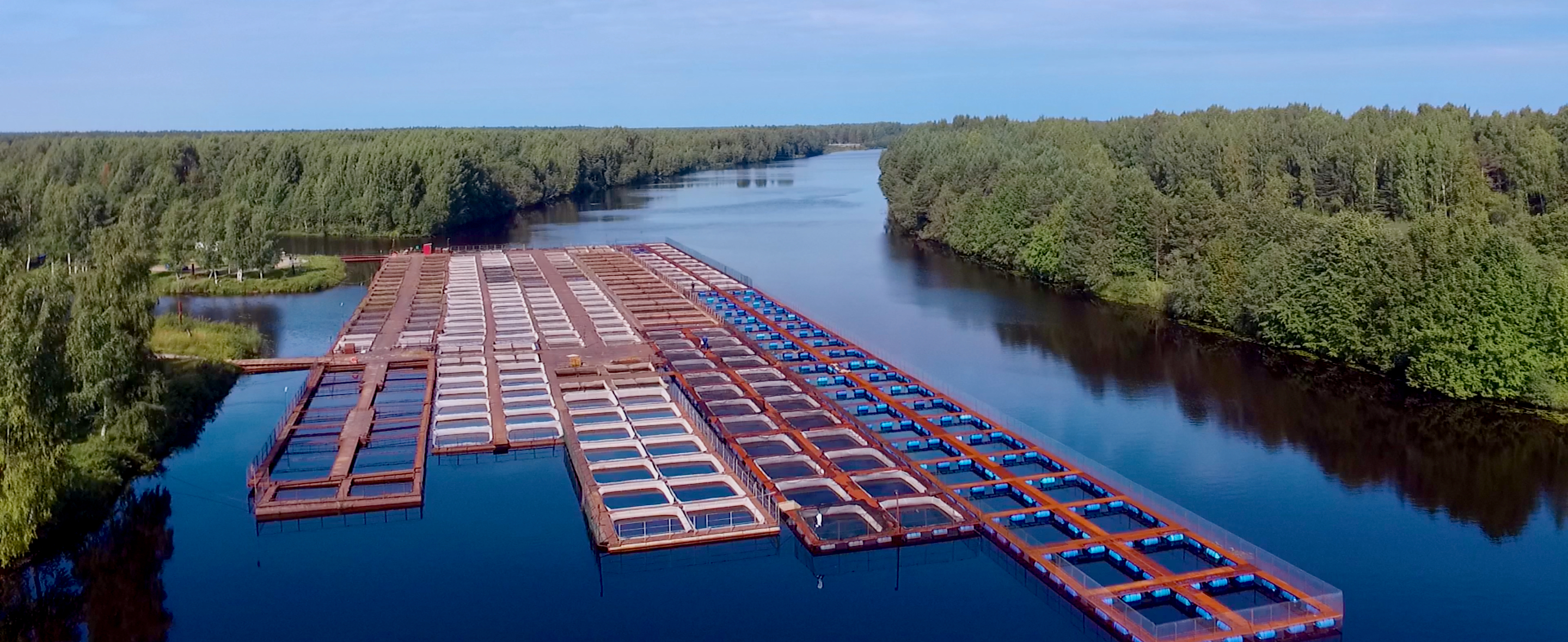
Störkäfige in der Suda, Russland

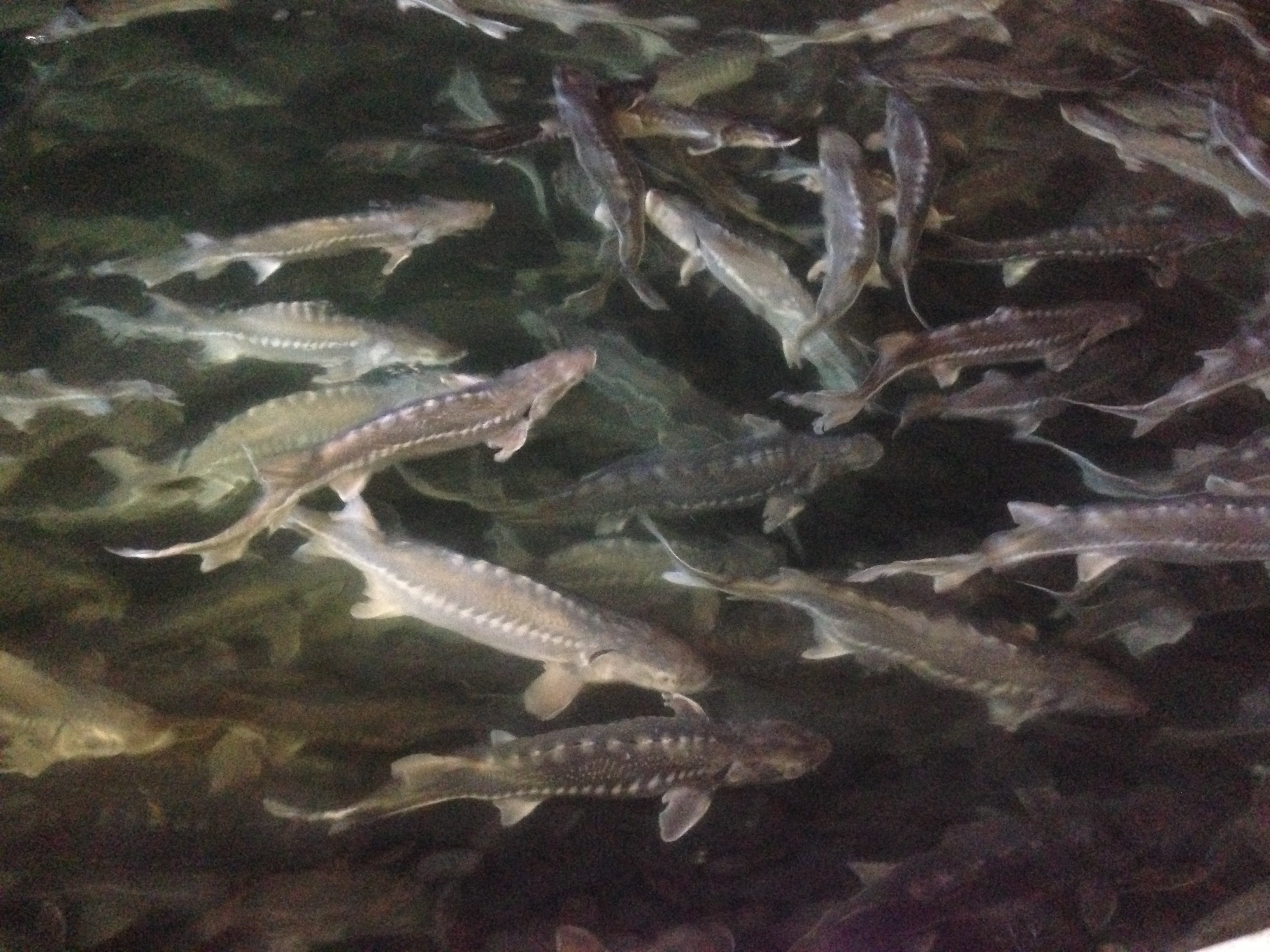
Störe brauchen viele Jahre, bis sie Kaviar produzieren. In der Zwischenzeit wird es oft recht eng.

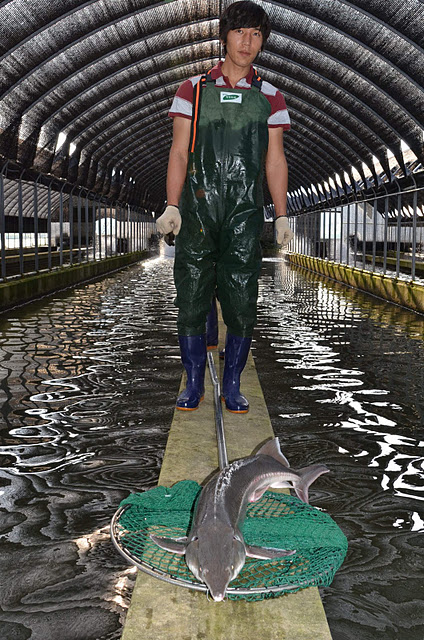
Kaviarfarm in Südkorea

Durch Überfischung, Wilderei und Zerstörung von Lebensräumen sind in den letzten 20 Jahren die Wildbestände des Störs dramatisch gesunken. Alle 27 Störarten stehen seit 1998 unter dem Schutz des Washingtoner Artenschutzübereinkommens (CITES – Convention on International Trade in Endangered Species). Offiziell ist es nicht mehr erlaubt, Kaviar aus Wildfang zu verkaufen.
Die Weltnaturschutzunion IUCN führt mittlerweile 17 Störarten als „vom Aussterben bedroht“ auf der Roten Liste, wobei die Zerstörung ihrer Lebensräume nur einen der Gründe für ihre Gefährdung darstellt. Die sinkenden Bestände haben auch damit zu tun, dass die hohe Nachfrage an Kaviar nicht auf legalem Weg gedeckt werden kann, so dass der internationale, illegale Handel mit Kaviar zum Verschwinden der Art beiträgt.
Stör-Kaviar stammt daher offiziell nur noch aus Zuchtbeständen von Tieren, die in künstlich angelegten Seen und Teichen herangezogen werden. Die Störe brauchen jedoch etwa 12 bis 15 Jahre, um Kaviar auszubilden. Am langsamsten wachsen Beluga-Störe, wobei ein ausgewachsenes Weibchen einen Wert von bis zu 35.000 Euro erreichen kann, was es zum kostbarsten Fisch der Welt macht. Der WWF beziffert den Warenwert von echtem Kaviar mit bis zu 600 Euro pro 100 Gramm.
Durch die hohen Preise und die Nachfrage boomt jedoch auch die illegale Beschaffung durch Wilderei. Eine Marktanalyse in vier europäischen Ländern ergab, dass hier ein Drittel aller Störprodukte illegal vermarktet wurde. Jede 5. Probe aus Bulgarien, Rumänien, Serbien und der Ukraine stammte illegalerweise noch immer aus Wildfang, wie DNA- und  Isotopen-Analysen der Störprodukte bestätigten. Zwölf weitere Prozent der Proben verstießen aus anderen Gründen gegen internationale Handelsbestimmungen.
In dieser Zeit steht den Tieren oft nur sehr wenig Platz zur Verfügung. Für die Entnahme des Kaviars werden die Weibchen in der Regel getötet. Obwohl es inzwischen auch Möglichkeiten der Kaviar-Produktion gibt, die ohne den Tod von Stören auskomme, bilden diese Ausnahmen. Den qualitativ besten Kaviar erhält man nur, wenn die Eier zum Zeitpunkt der Entnahme noch unreif sind, so Angela Köhler vom Alfred-Wegener-Institut für Polar- und Meeresforschung.
Alternativ wird auch in Deutschland unter anderem die Lachsforelle zur Kaviarproduktion aus Aquakulturen angeboten. Ein Großbetrieb aus der Lüneburger Heide verkauft nach eigenen Angaben jährlich 60 bis 70 Tonnen Lachsforellen-Kaviar.
Mittlerweile ist es Zuchtfarmen in unterschiedlichen Regionen der Erde auch gelungen, Rogen vom schwierig zu haltenden Stör zu gewinnen. Man erhofft sich hierdurch, dass sich die Wildbestände des Störs langsam wieder erholen. Allerdings ist die Wilderei damit keineswegs beendet, immer noch werden die Fangquoten an der unteren Wolga und am Kaspischen Meer weit überschritten. Ökologen machen daher die Konsumenten darauf aufmerksam, keinen Kaviar unbekannter Herkunft zu kaufen oder zu essen. Eine Hilfe ist dabei, auf die korrekte CITES-Nummer auf dem Bodenetikett zu achten, denn alle echten Störkaviarprodukte müssen mit diesem Code versehen werden.
Die extrem hohen Kaviarpreise befeuern die illegale Jagd auf Störe – zuweilen ist von mafiösen Strukturen in diesem Rahmen die Rede, insbesondere im Donaugebiet – und den Handel mit Produkten einer der am stärksten gefährdeten Artengruppe überhaupt. Im Jahr 2013 kosteten 100 Gramm Schwarzer Kaviar vom Beluga-Stör, aus legaler Aquakultur, im europäischen Fachhandel etwa 200 Euro. Eine Studie des WWF ließ Kaviarproben aus Bulgarien, Rumänien und Österreich per DNA-Analyse untersuchen und hat dabei immer wieder Etikettenschwindel festgestellt; viele der Dosen enthielten deutlich günstigere Fischeier, die lediglich als Beluga-Rogen deklariert waren.
Mittlerweile sind selbst renommierte Händler der Ansicht, der CITES-Code des Washingtoner Artenschutzübereinkommens sei ein unzureichender Schutz für Belugakaviar als Produkt, da Kaviar aus China als angeblich Iranisches oder Persisches Produkt den europäischen Markt erreicht. Im Jahr 2021 musste sich die britische Advertising Standards Authority mit dem Etikettenschwindel befassen.
Die Donau zählte zu den letzten Rückzugsorten der bedrohten Spezies. Ab 2020 stieg jedoch durch die COVID-19-Pandemie auch die Arbeitslosigkeit stark an, was den Schutz der verbleibenden Störe zusätzlich erschwert hat. Daher sind mittlerweile vier von sechs Störarten in der Donau extremst gefährdet, während zwei von ihnen bereits ausgestorben sind.

## Konservierung
Obgleich es ausreichen würde, das Naturprodukt Kaviar nur mit Salz haltbar zu machen, wird dieser oft mit Brillantschwarz BN (E 151), Indigokarmin (E 132), Gelborange S (E 110) und Chinolingelb (E 104) gefärbt und mit Sorbit, Natriumglutamat, Guarkernmehl, Xanthan, Johannisbrotkernmehl und Natriumbenzoat versetzt. In der 30. Sitzung des Codex-Alimentarius-Komitees für Fische und Fischerzeugnisse wurde festgestellt, dass für Borax (E 285) als Zusatzstoffe und Konservierungsmittel keine ADI-Werte (Allowed Daily Intake) von der JECFA festgelegt werden konnten und Borax deshalb nicht im Standard zugelassen wird. Trotzdem verwenden zahlreiche Produzenten nach wie vor Borax. In Kaviar für Europa geben der Iran, China und Russland Borax (E 285) hinzu, dabei gilt eine Höchstmengenbeschränkung von 4 g/kg. Borax ist als Zusatzstoff in den USA verboten und daher nur in Kaviarlieferungen nach Europa enthalten. Die Toxikologie von Borax ist gut erforscht, es gilt als gefährlich für die Gesundheit. Es schädigt die Fruchtbarkeit und die Reproduktion wird beeinträchtigt, es reichert sich im Körper an, da es nur in kleinen Mengen wieder ausgeschieden wird. Darüber hinaus kann Borax Augen, Atmungsorgane und die Haut reizen. Zugelassen ist Borax im Moment ausschließlich für die Konservierung von echtem Kaviar (Störrogen).

## Vegetarischer Kaviar

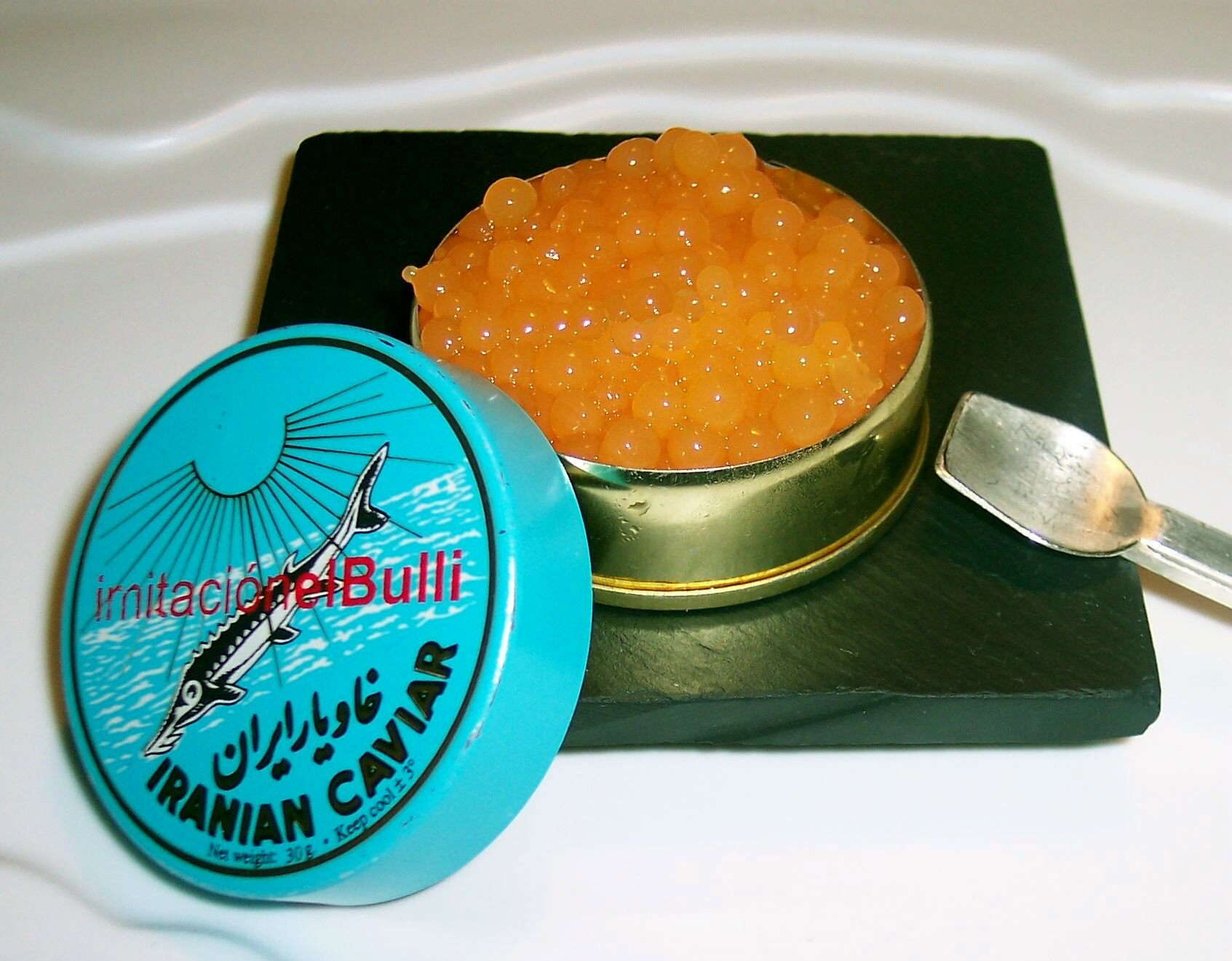
El Bulli: Melonenkaviar, 2004

„Vegetarischer Kaviar“ wird auf Basis von Alginat aus Braunalgen mit Aroma- und Farbstoffen sowie weiteren Zusätzen hergestellt. Er imitiert in Aussehen, Konsistenz und Geschmack echten Kaviar. Daneben gibt es in der Molekularküche Zubereitungen aus den verschiedensten Lebensmitteln, die ebenfalls durch den Einsatz von Alginat in Aussehen und Konsistenz an Kaviar erinnern. Ein bekanntes Beispiel ist der „sphärische Melonenkaviar“ von Ferran Adrià.

## Geschichte
Der Begriff Kaviar geht wohl auf einen iranischen Volksstamm zurück, der am Kaspischen Meer lebt. Folgt man Berichten des griechischen Philosophen Aristoteles, wurde Kaviar schon im 5. Jahrhundert v. Chr. verzehrt. Die Khediven waren für ihre Körperkraft bekannt und aßen viel Kaviar. Das zubereitete Störei hieß bei ihnen Cahv-Jar und bedeutet „Kuchen der Freude“ oder „Kuchen der Kraft“.
Es gibt weitere Vermutungen zur Herkunft des Begriffes: Eine verbreitete Meinung ist zum Beispiel, dass das Wort Kaviar (persisch: Khaviar) vom persischen „Khag-viar“ herrührt – eine im mittelpersischen Sprachraum verwendete Bezeichnung für „schwarzes kleines Fisch-Ei“. Möglich ist auch die Herleitung aus dem Persischen Wort „Caviyar“, eine Zusammensetzung aus „Caya“ (Ei) und dem Suffix „-dar“ (tragend).
Im Mittelalter bürgerte sich der Stör immer mehr in die europäische Gesellschaft ein. 1324 erklärte der englische König Eduard II. den Stör zu einem „königlichen Fisch“: Nur Personen am königlichen Hof hatten die Erlaubnis, Stör zu verzehren. Diese Tradition setzt sich bis zum heutigen Tag fort, jeder wildgefangene Stör aus den Gewässern um das Vereinigte Königreich ist immer noch Besitz des Monarchen.
Lange besaßen die Russen ein auf den Bürger Ljanosoff ausgestelltes Patent auf Rogen-Einnahmeverwertung im Kaspischen Meer (1893–1928). 1928 fiel dieses Monopol zugunsten einer irano-sowjetischen Gesellschaft mit Gesellschaftsanteilen von 25 % und 75 %. Dieser Vertrag wiederum wurde 1953 aufgelöst. Sämtliche Rechte gingen an eine iranische Gesellschaft.

## Wirtschaft

### Produktion
Der Anteil der Produktion aus Aquakulturen nimmt ständig zu, weil die klassischen Störarten, denen wir Sevruga-, Ossietra- und Belugakaviar verdanken, so gut wie ausgefischt sind. Von den 27 bekannten Störarten gelten 17 als ausgestorben. Derzeit gibt es weltweit rund 90 Aquakulturen, die mit dem Ziel der Kaviarherstellung betrieben werden. Die jährliche Produktion sämtlicher Stör-Zuchtanlagen liegt bei geschätzten 200–250 Tonnen.
2013 wurden in deutschen Aquakultur-Betrieben etwa 58 t Kaviar erzeugt. Dies waren 14 % mehr als im Vorjahr. In dieser Zahl ist aber nicht die Menge an Kaviar enthalten, die in Betrieben erzeugt wird, die den Stör lebend von Aquakultur-Betrieben kaufen und dann den Kaviar gewinnen.
Italien gilt als der größte Kaviarproduzent Europas und der zweitgrößte weltweit nach China mit 70 Prozent des gefarmten Fisches. Die Aquakultur in Calvisano erzeugt etwa 60 t Störeier pro Jahr (Stand 2015). Über 4 t werden nach Russland exportiert, dort wird aber das Herkunftsland nicht ausgewiesen, um Importembargos zu unterlaufen.
Im Südwesten Frankreichs werden seit den 1920er Jahren Störe für Kaviar gezüchtet. In Neuvic wird die Zucht seit 2011 betrieben, 2022 wurden hier ca. 7 Tonnen produziert im Wert von 8,9 Mio. €.

### Import
Im Jahr 2002 wurden nach Angaben des Statistischen Bundesamtes 17.400 kg Kaviar nach Deutschland eingeführt. Gegenüber dem Vorjahr war dies ein Rückgang um 5,4 %. Der Störrogen stammte überwiegend aus dem Iran (77 %, 13.400 kg), Russland (16 %, 2.800 kg) und Rumänien (5 %, 800 kg).
Sofern die Importzahlen als Maßstab herangezogen werden, scheint die Nachfrage nach Kaviar heute deutlich geringer als in den 1990er Jahren zu sein: 1993 wurden noch fast 100.000 kg Kaviar nach Deutschland importiert. Der Importrückgang steht jedoch durchaus auch mit der Binnenproduktion von Kaviar in Aquakulturanlagen und Zuchtfarmen im Zusammenhang.
Im Einzelhandel werden derzeit (Dezember 2015) je nach Bezugsquelle und Qualität etwa 2.000 bis 4.500 Euro pro Kilogramm Beluga-Malossol verlangt; Sevruga und Ossietra kosten etwa die Hälfte. Lachskaviar liegt mit 100 bis 500 Euro pro Kilogramm im Preis weit darunter.
Gegenüber Ware aus Russland, Kasachstan und Aserbaidschan wurde 2006 ein generelles Importverbot von Kaviar verhängt. Die Exportquoten wurden den Ländern durch CITES, der UN-Konvention zum Artenschutz, entzogen, da Auskünfte bezüglich Bewirtschaftung der Störbestände im Kaspischen Meer und zum Kaviarschmuggel verweigert wurden.
Um das völlige Aussterben des Belugastörs zu verhindern, haben die USA mit Wirkung vom 30. September 2005 ein generelles Importverbot für Belugakaviar erlassen.

## Trivia
Im BDSM-Bereich werden koprophile Praktiken oft mit dem Codewort Kaviar umschrieben.

## Filme
- Die Kaviar-Mafia. Millionengeschäfte mit Fischeiern. Dokumentation, Deutschland, 2007, 30 Min., Buch und Regie: Rita Knobel-Ulrich, Produktion: NDR, Reihe: ARD-Exclusiv, Erstsendung: 28. April 2007 beim NDR.[31]
- Schwarz, rot – Goldwert. Kaviar-Luxus zum Löffeln. Dokumentation, Deutschland, 2005, 30 Min., Buch und Regie: Eva Gerberding und André Schäfer, Produktion: Radio Bremen, Erstausstrahlung: 1. Januar 2006 bei ARD.[32]
- Hauptsache Kaviar! Dokumentarfilm, Deutschland, 2004, 43 Min., Buch und Regie: Eva Gerberding und André Schäfer, Sprecherin: Mechthild Großmann, Produktion: Florianfilm, Radio Bremen, arte, Reihe: Kulinarische Genüsse, Erstsendung: 29. November 2004 bei arte,[33] von Florianfilm.